# Pyriglena
Pyriglena – rodzaj ptaków z podrodziny chronek (Thamnophilinae) w rodzinie chronkowatych (Thamnophilidae).

## Występowanie
Rodzaj obejmuje gatunki występujące w Ameryce Południowej.

## Morfologia
Długość ciała 16–18 cm; masa ciała 25–36 g.

## Systematyka

### Etymologia
Pyriglena: gr. πυριγληνος puriglēnos „o płomiennych źrenicach”, od πυρ pur, πυρος puros „ogień”; γληνη glēnē „gałka oczna, oko”.

### Podział systematyczny
Do rodzaju należą następujące gatunki:
- Pyriglena leucoptera (Vieillot, 1818) – węglarz białoskrzydły
- Pyriglena atra (Swainson, 1825) – węglarz czarny
- Pyriglena leuconota (von Spix, 1824) – węglarz białokarkowy
- Pyriglena similis J.T. Zimmer, 1931 – węglarz amazoński
- Pyriglena maura (Ménétries, 1835) – węglarz czarnogłowy